# Liste der israelischen Botschafter in El Salvador
Der israelische Botschafter in Guatemala war bis zum Fußballkrieg 1969 auch bei den Regierungen in San Salvador, Managua, und Tegucigalpa akkreditiert. Nach 1969 übernahm der Kaffeeexportmonopolist und Honorarkonsul Ernesto Liebes in San Salvador Aufgaben.

## Botschafter
| Ernennung/Akkreditierung | Name                                      | Bemerkungen | Posten verlassen |
| ------------------------ | ----------------------------------------- | --- | ---------------- |
| 1969                     | Ernesto Liebes                            | Honorarkonsul | 1979             |
| 1979                     | Saul Rosolio                              | Am 11. Dezember 1979 wurde ein Bombenanschlag auf das Gebäude der israelischen Botschaft in San Salvador ausgeführt, worauf diese geschlossen wurde. | 1979             |
| 1981                     | Moshé Dayán Namensvetter von Mosche Dajan | [ 1 ] |                  |
| 1984                     | Aryeh Amir                                | [ 2 ] |                  |
| 2004                     | Tsuriel Rephael                           | | 2007 März        |
| 2007                     | Mattanya Cohen                            | auch in Belmopan akkreditiert. |                  |